# Dorothea Neffová

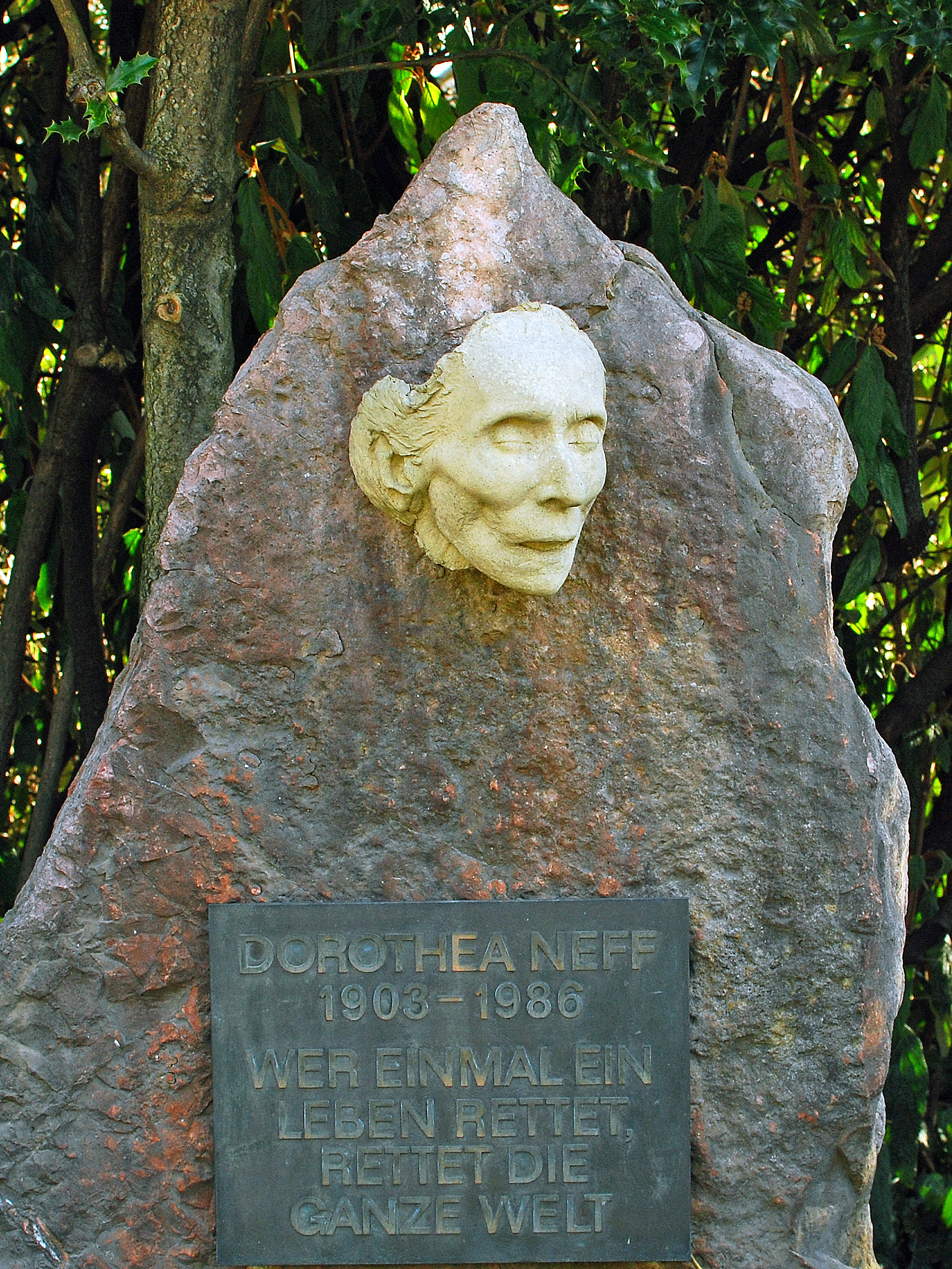
Hrob herečky ve Vídni

Dorothea Neffová (nepřechýleně Dorothea Neff; 21. února 1903, Mnichov – 27. července 1986, Vídeň) byla rakouská umělkyně.

## Herectví
Neffová se od mládí věnovala herectví. Ve 30. letech hrála v divadle v Kolíně nad Rýnem, potom dostala nabídku hrát ve vídeňském divadle Volkstheatr, na jehož jevišti se proslavila. Všimli si jí tam také filmaři, v druhé polovině 40. let začala hrát i před kamerou. Nejznámější role si střihla v 50. letech, kdy se objevila ve filmech jako Poloněžná, Zpívající dům a Sissi, císařovnina osudová léta. V roce 1967 oslepla, přesto se nevzdala své herecké kariéry a hrála až do své smrti o 19 let později.

## Holokaust
Během svého působení v kolínském divadle se Neffová spřátelila s židovskou kostymérkou Lilli Wolffovou. Ovšem po přesunu do Vídně se jejich cesty rozešly. Když se v roce 1940 německá situace Židů zhoršila, Wolfová se přestěhovala do Vídně a obrátila se na bývalou přítelkyni o pomoc. Ačkoliv v té době jak Němci, tak Rakušané prakticky přerušili veškeré styky s Židy a za projevy náklonnosti k nim jim hrozily postihy, Neffová materiálně i finančně Wolffovou podporovala a často navštěvovala. Když se situace zhoršila a začaly masové transporty Židů do koncentračních táborů, obdržela dopis povolávající k přesunu za prací, jak tehdy nacistická vláda odsouzení k deportaci maskovala, také Wolfová. Neffová proti tomu zakročila a Wolfovou následující tři roky skrývala v malém pokoji svého bytu. To znamenalo shánět v době přídělů jídlo navíc a velmi opatrně volit, koho pustí k sobě domů. Po válce Lilli Wolffová emigrovala do Spojených států a život Neffové se uklidnil, takže se mohla začít věnovat také filmu a poutat k sobě víc pozornosti. V roce 1979 jí bylo za obětavost pro Wolffovou uděleno uznání Spravedlivá mezi národy.

## Filmografie
Dorothea Neff se na plátně objevila v:

### Filmy
- Francesca (1987)
- Der Befehl (1967)
- Der Gürtel  (1967)
- Panoptikum  (1967)
- Der Glückstopf  (1966)
- Letzten Tage der Menschheit (1965)
- Haus der Vergeltung (1964)
- Frau Suitner (1962)
- Jux will er sich machen (1962)
- Liebe im September (1962)
- Herr Puntila und sein Knecht Matti (1960)
- Ich heirate Herrn Direktor (1960)
- Eva küßt nur Direktoren (1958)
- Poloněžná (1958)
- Sissi, císařovnina osudová léta (1957)
- ...und wer küßt mich? (1956)
- Schicksal am Lenkrad (1954)
- Abenteuer in Wien (1952)
- Das unmögliche Mädchen (1951)
- Das singende Haus (1948)
- Gottes Engel sind überall (1948)
- Praterbuben (1946)

### Seriály
- Die liebe Familie (1980)
- Familie Leitner (1958)